# 띠틈
응집물질물리학에서 띠틈(band gap 밴드 갭[*]), 띠간격, 또는 에너지 틈(energy gap)이란 반도체, 절연체의 띠구조에서 전자에 점유된 가장 높은 에너지띠 (원자가띠)의 맨위부터 가장 낮은 공간띠 (전도띠)의 바닥까지 사이의 에너지 준위나 그 에너지 차이를 말한다. E-k 공간상에 있고, 전자는 이 상태를 취할 수 없다. 띠틈의 존재에 기인하는 반도체 물성은 반도체소자에서 적극적으로 이용하고 있다. 그리고 넓은 의미로는 결정의 띠구조에 대하여 전자가 존재할 수 없는 영역 전체를 가리킨다.

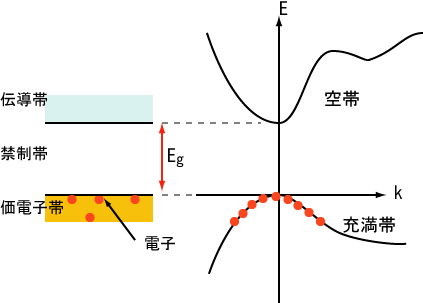
반도체 띠구조의 모식도. E는 전자가 가지는 에너지, k는 파수이다. Eg가 띠틈이다. 반도체 (또는 절연체)는 "절대영도에서 전자가 들어가있는 맨위의 에너지띠"가 전자로 채워져 있음 (원자가띠), 그 위에 띠틈을 넘어서 빈 띠가 있다. (전도띠)

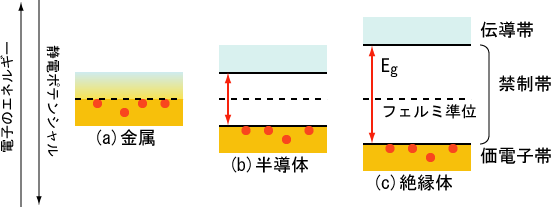
금속, 반도체, 절연체의 띠구조의 간단한 모식도 (파수 공간 무시함)

띠틈을 표현할 때 E-k 공간에서 띠틈 주변만 주목하거나, 파수 공간을 무시하고 에너지 준위만을 표현한 그림도 자주 사용된다.

## 반도체의 밴드갭
전자가 밴드갭을 넘어 원자가띠와 전도띠의 사이에 전이하려면 밴드갭보다 큰 에너지 (빛이나 열)를 흡수하거나 방출할 필요가 있다. 반도체소자는 이러한 밴드갭주변에서 전자 전이를 제어하는 것에 의하여 여러 가지 기능이 구현되고 있다.
밴드갭은 E-k 공간상에서 띠사이의 틈새이기 때문에 밴드갭을 넘어서 전이하려면 에너지 (E)뿐만 아니라 파수 (k)도 맞추어야 한다. 파수가 변화하지 않는 전이면 빛만으로 전이가 가능하다. 파수가 다른 전이는 격자진동과 상호작용도 개입되는 전이이다.
밴드갭이 큰 물질은 광자에 의하여 전자가 역위되기 어렵고 그대로 광자가 통과되기 때문에 가시광선 범위의 에너지 이상으로 큰 밴드갭을 가지는 물질은 투명하게 된다.

### 띠틈의 예
띠틈의 통상적인 단위는 전자볼트이다. 예를 들어, 규소의 띠틈은 약 1.2 eV, 갈륨비소(GaAs)의 띠틈은 약 1.4 eV, 와이드갭 반도체의 질화 갈륨(GaN)의 띠틈은 약 3.4 eV이다. 물질 내부에서 전도에 기여하는 모든 전자의 위치 에너지가 1 eV변하는 것은 물질 전체의 전위가 1 V변화하는 것과 동일하다. 띠틈의 크기는 PN 접합을 동작시킬 때 필요한 인가전압에 크게 영향을 준다. 예를 들어, 규소 다이오드는 일반적으로 0.6 ~ 0.7 V 정도에서 동작하지만, 질화 갈륨 파란색 발광 다이오드를 동작시키려면 3 V를 넘는 전원이 필요하다. (PN 접합 참조)

## 이론적 계산
띠계산의 국소 밀도 근사 (LDA)에서 띠틈은 실험값과 비교하면 항상 과소평가되어 실험값과 일치하지 않는다. (예: 실리콘 띠틈의 실험값은 1.17 eV이며 이것은 LDA에서 띠틈은 0.4 ~ 0.5 eV 정도가 되어서 항상 과소평가되지만, 물질종류에 따라서 그 정도는 다르다.)
이 과소평가 문제를 해결하는 방법 (LDA를 초월하는 방식)으로 SIC, GW 근사가 있다.

## 같이 보기
- 페르미 에너지-페르미 표면
- 불순물 준위-도핑-결합 준위
- 직접 띠-간접 띠
- 띠단자 발광-광전효과